# Mandan (indfødte amerikanere)
 For alternative betydninger, se Mandan. (Se også artikler, som begynder med Mandan)
Mandan er en nordamerikansk indianerstamme i Fort Berthold reservatet i North Dakota. Omkring 1/3 af reservatet ligger i stammens traktatområde fra 1851,:113  og det er samtidig reservat for hidatsaerne og arikaraerne. Alle tre stammer boede i byer af jordhytter og dyrkede jorden i floddale tæt på Missouri River gennem århundreder.:xi  Indianerne i Fort Berthold reservatet omtales under ét som ”de tre stammer” (”Three Affiliated Tribes”).:viii 
Mandanernes sprog hører til i den siouanske gruppe.:1 
Stammen bliver delt i to hovedgrupper efter deres først kendte tilholdssted, nemlig northern - og southern mandan (nordlig - og sydlig mandan). Northern mandan var igen inddelt i nuitadi mandaner, der gerne holdt til vest for Missouri River, samt nuptadi mandaner med byer lige øst for floden. Southern mandan bestod også af to undergrupper: Awagaxi – og istopa mandaner.:100 
Stammens vigtigste højtid var de fire sommerdage okipa-ceremonien varede. 

## Historie

### Forhistorisk tid
De nordlige mandaners tilknytning til dalene langs Missouri River i South - og North Dakota går tilbage til omkring år 1000.:109  Senere nåede selvstændige grupper awagaxier på forskellige tidspunkter og ad forskellige ruter sydfra frem til de allerede bosatte nuitadi - og nuptadi mandaner ved floden. På et tidspunkt gjorde istopaerne deres entre. Omkring år 1500 samlede de fire grupper deres byer i Heart River regionen og et stammefællesskab voksede frem.:100  :109-110 
En tidligt anlagt by er Menoken (fra senest 1200-1250) 30 km øst for Missouri River med mindst atten huse. Byen var beskyttet mod fjendtlige stammer af en gravet grøft samt en palisade med fire bastioner.:133-134  Menoken og en anden tidligt grundlagt by, Huff Village, er registreret som fortidsminder.
Mandanernes byer lå altid syd for byerne bygget af deres allierede i hidatsa-stammen, der ikke accepterede bosættelser nord for dem.:292 

### 1700-tals historie
Den 3. december 1738 bød en mandan-by den franske pelsopkøber La Vérendrye fra Fort La Reine i Canada velkommen som den første hvide blandt dem.:18  Franskmanden så ingen heste blandt mandanerne da, men kun fire år senere købte en af La Vérendryes sønner to ridedyr i byen under et nyt besøg.:24 
Fra 1793 og til 1818 ankom der nærmest årligt pelsopkøbere fra Canada til både mandan- og hidatsa-byerne ved Knife River.:299-307  Mandanerne havde nu direkte adgang til gryder, metalknive og andre europæiske varer. Tidligere havde assinniboinerne nordpå fragtet sådanne brugsting ned til stammen, hvor de solgte dem efter først selv at have byttet sig til dem i franske eller britiske handelsstationer. Byindianerne solgte de eftertragtede varer – samt deres egen dyrkede majs og tobak - videre til prærieindianere som siouxer, cheyenner og kiowaer med god fortjeneste.:20  :97 
En koppeepidemi i 1781 tyndede voldsomt ud i bybefolkningerne, og de overlevende søgte sammen i færre byer i det mere nordlige Knife River område.:12  De generelt fjendtlige siouxer udnyttede situationen til at angribe og ødelægge østsidebyen Double Ditch.:27  :167  Lige til U.S.A. satte en endegyldig stopper for stammernes indbyrdes kampe 100 år senere, skiftevis angreb og forsvarede mandanerne sig mod navnlig forskellige sioux-grupper og assiniboinerne nordpå.:20-21 

### 1800-tals historie
Mandanerne byttede majs til krigsøkser lavet af Lewis og Clark ekspeditionens smed, da de amerikanske opdagelsesrejsende overvintrede i Fort Mandan tæt på Knife River og byindianerne i 1804-1805.:149-150 
Den første traktat mellem mandanerne og U.S.A. om samhandel, venskab og fred blev underskrevet i 1825, da Atkinson-O'Fallon-ekspeditionen sejlede op ad Missiouri River netop for at indgå aftaler med stammerne langs floden.:141  Fredsaftalen holder fortsat.:54 
Omkring 1830 så mandanerne i hovedbyen Mitutanka det amerikanske American Fur Company opføre handelsstationen Fort Clark blot få hundrede meter fra byens palisade. :40  Mandanerne gennemførte små ceremonier og byttede sig til varer i fortet, lige til de forlod Knife River området omkring 1843.
Mandanerne ser ud til at have haft en hånd med i en massakre på en stor sioux-lejr straks i 1836 planlagt af hidatsaerne,:308  der tog hævn for plyndringen af deres underjordiske majsmagasiner af en anden gruppe udhungrede siouxer dagen før.:85 
Inden ni ud af ti mandaner døde under en koppeepidemi i 1837,:97  blev deres liv og kultur skildret i ord og malerier af George Catlin, Maximilian zu Wied samt Karl Bodmer.:57  Med Mitutanka næsten affolket overtog stammens tidligere fjender, men nu allierede i arikara-stammen, byen.:95  Denne blev stukket i brand af yankton-siouxer i januar 1839.:181 
Pres fra siouxerne og mangel på træ i nærområdet fik de fleste af de stærkt reducerede mandaner og hidatsaer til at opgive deres gamle hjemland og byer først i 1840erne. De drog ca. 50 km op ad Missouri River og grundlagde Like-a-Fishhook Village, der skulle blive deres sidste by af traditionelle jordhytter beskyttet af en palisade mod fjendtlige indianere.:100  Næsten samtidig blev der etableret en handelsstation, Fort Berthold, under hundrede meter fra byen.:5 
Som en enig trio gik mandanerne, hidatsaerne og arikaraerne ind på den store Fort Laramie traktat i 1851. Traktaten fastsatte de otte underskrivende stammers landområder, herunder lakotaernes (teton-siouxernes), og den var samtidig en omfattende fredsaftale mellem flere ellers fjendtligt stemte stammer.:103 
Elleve år senere levede ”de tre stammer” samlet i Like A Fishhook Village. Siouxerne havde da helt fordrevet arikaraerne fra deres byer i traktatområdet syd for Missouri River,:108  angreb stammernes jagthold :204  :16  og afholdt fuglefængere fra at gennemføre deres traditionelle ekspeditioner om efteråret efter ørne ved Little Missouri River.:231  Både lakotaer og andre siouxer dannede krigsgrupper mod indbyggerne i Like A Fishhook Village.:89 og 90  I december 1862 brændte en ikke nærmere identificeret krigsgruppe siouxer flere af byens jordhytter,:119  og de følgende år ville ”de tre stammer” bede den amerikanske hær om at dæmme op for siouxernes angreb.:114  Soldaterne i først den nedlagte handelsstation Fort Berthold og fra 1868 i hærens nye Fort Stevenson 30 km øst for byen gjorde dog ingen ende på den gamle konflikt, og byindianerne følte sig til og med dårligt behandlet af deres nye naboer.:17 
Et af siouxernes sidste storangreb på Like A Fishhook Village kom i juni 1874. Skønt oberstløjtnant Custer havde fået ordre om at udskyde U.S.A.s Black Hills ekspedition og i stedet beskytte byindianerne på samme måde som hvide nybyggere, omgik lakotaerne hæren og dræbte fem arikaraer og en mandan.:133  ”Der var en stor krig” beretter mandanen Butterflys vintertælling om sommerens slag.:39 
Like A Fishhook Village lå da i Fort Berthold Reservation, oprettet 12. april 1870. Via nye, store landovertagelser i 1880 og 1886:kort overfor 112  kom U.S.A. i besiddelse af omkring 90 % af ”de tre stammers” 1851-område; stort set som følge af administrative ordrer udstedt af amerikanerne.:114 